# مهارت‌های تحلیلی
مهارت تحلیلی ، توانایی تجسم، بیان، فهمیدن یا حل مسایل ساده یا پیچیده با اتخاذ تصمیمات معقول بر مبنای اطلاعات موجود است. این مهارت‌ها شامل استفاده از تفکر منطقی برای شکستن مسایل پیچیده به اجزای کوچکتر آن است. 
در سال ۱۹۹۹ ریچارد هیور توضیح داد که: «تحلیلی فکر کردن یک مهارت است، مثل نجاری یا رانندگی. می‌تواند تدریس شود، یادگرفته شود، و با تمرین کردن بهبود یابد. اما همانند خیلی از مهارت‌های دیگر مانند دوچرخه سواری، با نشستن در کلاس درس و شنیدن اینکه چگونه انجام می‌شود، قابل یادگیری نیست. تحلیلگران با عمل کردن، مهارت پیدا می‌کنند .»
برای آزمودن مهارت‌های تحلیلی ممکن است از فرد خواسته شود تا در تبلیغات به دنبال تناقضات بگردد، یک سری از حوادث را در آرایش مناسب قرار دهد، یا مقاله‌ای را به صورت منتقدانه مطالعه کند.  مصاحبه‌ها و آزمون‌های استاندارد معمولاً شامل یک ستون تحلیلی است که نیازمند استفادهٔ آزمون دهنده از منطق خود جهت جداسازی یک مشکل و به دست آوردن راه حل است.
اگرچه بدون شک مهارت‌های تحلیلی ضروری هستند، سایر مهارت‌ها هم به همان میزان مورد نیاز هستند.  برای مثال در تحلیل سیستم، تحلیگر سیستم باید بر چهار مجموعه از مهارت‌های تحلیلی تمرکز کند:
- تفکر سیستمی
- دانش سازمانی
- شناسایی مسیله و
- تجزیه و تحلیل و حل مسئله